# Igor Pavlov
Igor Pavlov (Rusia, 18 de julio de 1979) es un atleta ruso especializado en la prueba de salto con pértiga, en la que consiguió ser campeón mundial en pista cubierta en 2004.

## Carrera deportiva
En el Campeonato Mundial de Atletismo en Pista Cubierta de 2004 ganó la medalla de oro en el salto con pértiga, con un salto por encima de 5.80 metros que igualaba su mejor marca personal, por delante del checo Adam Ptácek (plata con 5.70 metros) y el ucraniano Denys Yurchenko (bronce también con 5.70 metros pero en más intentos).